# Cynthia Olavarría
Cynthia Enid Olavarría Rivera (Santurce, San Juan, Puerto Rico, 28 de enero de 1982) es una actriz, modelo, conductora de programas de televisión y animadora puertorriqueña más conocida por ser representante de Puerto Rico a Miss Universo 2005 ocupando el puesto de Virreina/1.ª finalista.
Dentro de sus concursos de belleza ha participado en Miss Puerto Rico Universe 2003, quedando como primera finalista, dos años después en Miss Puerto Rico Universe 2005 donde ganó y Miss Universo 2005, ocupando el puesto de primera finalista.
También ha presentado los Premios Juventud, Premios Lo Nuestro, y los Premios de la música latina (Billboard Latin Music Awards).

## Biografía

### Primeros años
Olavarría nació en Santurce, un barrio de San Juan, Puerto Rico, Olavarría era una chica expresiva y elocuente.
Estas cualidades la hicieron embarcarse en el mundo de los concursos de belleza y en el mundo del modelaje desde que era adolescente. A los 11 años ganó su primer concurso de belleza, "Miss Reina Infantil" y se convirtió en la anfitriona del famoso juego puertorriqueño Contra el Reloj Con Pacheco

### Estudios
Cynthia Olavarria asistió al Colegio La Piedad en Isla Verde, Puerto Rico, donde fue una estudiante de honor y miembro de organizaciones de la escuela, incluyendo el National Honor Society y el Consejo de Estudiantes.
Después de graduarse de escuela secundaria, se matriculó en la Universidad de Puerto Rico, Recinto de Río Piedras, donde se las arregló para combinar sus estudios con su carrera como modelo.
Se graduó magna cum laude con una licenciatura en Comunicación Social, con especialización en Periodismo y Relaciones Públicas.

## Filmografía
| Año       | Título                   | Papel                 | Rol               | Cadena              |
| --------- | ------------------------ | --------------------- | ----------------- | ------------------- |
| 2011      | Mi corazón insiste       | Sofía Palacios        | Secundario        | Telemundo           |
| 2012-2013 | El rostro de la venganza | Diana Mercader Castro | Secundario        | Telemundo           |
| 2014      | Secreteando              | Silvia                |                   | Telemundo           |
| 2014-2015 | Tierra de reyes          | Isadora Valverde      | Villana principal | Telemundo           |
| 2024      | La mujer de mi vida      | Annette Fontes        | Secundario        | Telemundo y Canal 9 |

| Año       | Título                 | Papel                                | Rol               |
| --------- | ---------------------- | ------------------------------------ | ----------------- |
| 2005      | Miss Universo 2005     | Miss Puerto Rico (Primera finalista) | Concursante       |
| 2005      | Don Francisco Presenta | Ella misma                           | Invitada especial |
| 2007-2009 | Nuestra Belleza Latina | Ella misma                           | Juez              |

| Año  | Título                     | Papel          | Rol        |
| ---- | -------------------------- | -------------- | ---------- |
| 2016 | Loki 7                     | Candy          | Recurrente |
| 2016 | Juan Apostol, el mas amado | Mujer Adúltera |            |

## Carrera como modelo
A la edad de 16 años, comenzó como una modelo compitiendo en Elite Model Look de Puerto Rico, donde obtuvo el tercer lugar. Esto sirvió como trampolín para desarrollar una carrera como modelo en el que siempre ha gozado de un éxito, logrando más de 20 portadas de revistas y publicaciones en Indonesia, República Dominicana, Miami, Nueva York, y Puerto Rico.
Muchos premios se han dado a ella por su trayectoria, incluyendo dos premios por "Mejor Modelo de Mujer" y un reconocimiento como Puerto Rico "Top Model". También recibió el "Premio Internacional Embajador Modelo" en la Semana de la Moda Latina en Chicago en 2007, y otro el reconocimiento como "Modelo del Año en" en el Latin Pride National Awards.

### Concursos de belleza

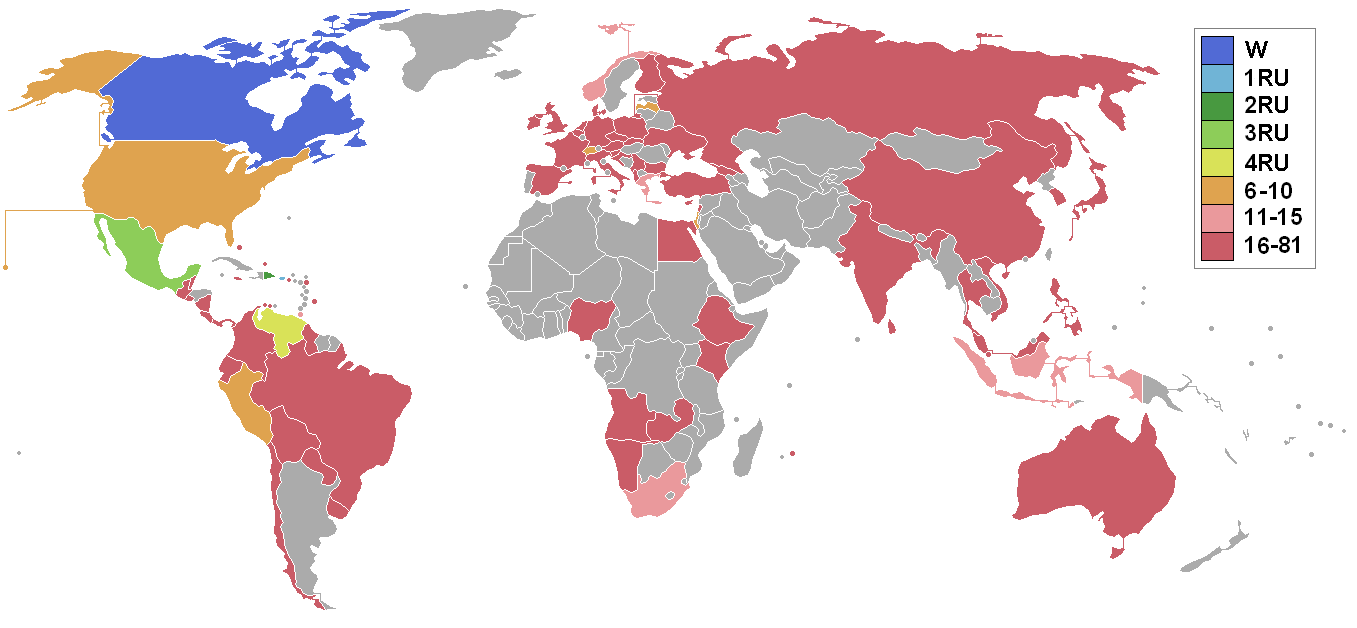
Mapa de Miss Universo 2005, donde ocupó el título de primera finalista

La historia de Olavarría, con desfiles comenzó a los 11 años cuando ganó su primer concurso de belleza, "Miss Reina Infantil". Cuando se convirtió en 16 años, compitió en Elite Model Look de Puerto Rico.
Después de graduarse de la universidad, Olavarría se dirigía hacia un título de maestría en Relaciones Internacionales, así como una carrera con la agencia de modelos Elite cuando se decidió a cambiar temporalmente su camino con el fin de participar en el Miss Universo Puerto Rico 2005, donde ganó la corona en representación del municipio de Salinas en octubre de 2004.
Ella representó a Puerto Rico en el Miss Universo 2005 concurso celebrado en Bangkok, Tailandia en mayo de 2005 y se convirtió en el primer candidato a Puerto Rico en la historia de Miss Universo en el primer lugar.
La ganadora fue Natalie Glebova de Canadá. Cuando Glebova no pudo asistir a Miss Indonesia 2007, en nombre de la Organización Miss Universo, debido a la prohibición de viajes de Canadá en Indonesia, Olavarría oficialmente asistió en su lugar.
Durante el transcurso de su reinado, hizo muchas apariciones en programas de televisión tales como Don Francisco Presenta, El Gordo y La Flaca, Despierta América, Cotorreando, Primer Impacto, Objetivo Fama, Premios Juventud y Premios Lo Nuestro.
Dado su éxito en los concursos de belleza que ha sido invitada a ser juez en varios concursos de belleza internacionales, junto con el hosting algunos de ellos.

## Premios y nominaciones
| Año  | Premiación       | Categoría                | Trabajos                 | Resultados |
| ---- | ---------------- | ------------------------ | ------------------------ | ---------- |
| 2013 | Premios Tu Mundo | El rostro de la venganza | Mejor actriz de reparto  | Ganadora   |
| 2015 | Premios Tu Mundo | Tierra de reyes          | La mala mas buena-Novela | Ganadora   |